# Том Підкок
Том Підкок (англ. Tom Pidcock, нар. 30 липня 1999) — британський велогонщик, олімпійський чемпіон 2020 року.

## Виступи на Олімпіадах
| Олімпіада  | Дисципліна  | Місце |
| ---------- | ----------- | ----- |
| Токіо 2020 | маунтінбайк | 1     |

## Зовнішні посилання
- Том Підкок на ProCyclingStats

1. 1 2  Olympedia — 2006.